# Olga Guillot
Olga Guillot (Santiago de Cuba, 1922. október 9. – Miami Beach, 2010. július 12.) kubai énekesnő. Az egyik legnevesebb sztár volt a forradalom előtti Kubában. Élete során 87 lemezt készített. Ő lett „a boleró királynője (queen of bolero).”

## Pályakép
Katalán bevándorlók gyermeke volt. Apja szabómester, anyja varrónő. Ő már Santiago de Kubában született. Ötéves korában a család Havannába költözött. Tinédzser nővére, Ana Luisa „Hermanitas Guillot duóban” szerepelt. Csak 1945-ben fedezték fel tehetségét, amikor Facundo Rivero, a korszak kubai zenei életének befolyásos embere meghallotta őt énekelni, és elősegítette professzionális debütálását egy híres havannai éjszakai klubban. Nem sokkal ezután találkozott Miguelito Valdéssel, aki New Yorkba vitte, és ott elkészült első albuma a Deccánál.

## Díjak
Latin Grammy Lifetime Achievement Award: 2007.

## Filmek
- Venus de Fuego (Mexico, 1949)
- No Me Olvides Nunca (Mexico/Cuba, 1956)
- Yambaó – Cry of the Bewitched (Mexico/Cuba, 1957)
- Matar Es Facil (Mexico, 1965)